# 839 Valborg
839 Valborg
839 Valborg là một tiểu hành tinh ở vành đai chính, thuộc nhóm tiểu hành tinh Eunomia. Nó được xếp loại tiểu hành tinh kiểu S, có bề mặt sáng. Tiểu hành tinh này có đường kính khoảng 20 km, suất phản chiếu ánh sáng rất cao là 0.353  Lưu trữ ngày 23 tháng 6 năm 2006 tại Wayback Machine, và thời gian quay vòng là 10.366 giờ.
Tiểu hành tinh này do Max Wolf phát hiện ngày 24.9.1916 ở Heidelberg, và được đặt theo tên Valborg, nhân vật nữ anh hùng trong vở kịch Axel e Valborg của Adam Gottlob Oehlenschläger.